# Maniquí negre
El maniquí negre (Lonchura stygia) és un ocell de la família dels estríldids (Estrildidae).

## Hàbitat i distribució
Habita canyars, herba surant i herba alta de les terres baixes del sud de Nova Guinea.